# Hikari Furu
 (mai 2024).
Si vous disposez d'ouvrages ou d'articles de référence ou si vous connaissez des sites web de qualité traitant du thème abordé ici, merci de compléter l'article en donnant les références utiles à sa vérifiabilité et en les liant à la section « Notes et références ».
Singles de Kalafina
Moonfesta
(2012) Hallelujah
(2013)
Hikari Furu est le 12e single de Kalafina sorti sous le label Sony Music Entertainment Japan le 21 octobre 2012 au Japon. Il sort en format CD, CD+DVD et CD+Blu-ray. Il arrive 4e à l'Oricon. Il se vend à 38 071 exemplaires la première semaine et reste classé 16 semaines pour un total de 58 379 exemplaires vendus.
Hikari Furu a été utilisé comme thème pour l'anime Puella Magi Madoka Magica The Eternal Story (Eien no Monogatari) et se retrouve, tout comme Mirai, sur l'album Consolation.

## Liste des titres
| 1. | Hikari Furu (ひかりふる)                | 4:51 |
| 2. | Mirai (未来)                            | 4:32 |
| 3. | Magia [quattro]                         | 5:16 |
| 4. | Hikari Furu (Instrumental) (ひかりふる) | 4:51 |

| 1. | Hikari Furu (PV) (ひかりふる) |  |

| 1. | Hikari Furu (ひかりふる)                | 4:51 |
| 2. | Mirai (未来)                            | 4:32 |
| 3. | Magia [quattro]                         | 5:16 |
| 4. | Hikari Furu (Instrumental) (ひかりふる) | 4:51 |
| 5. | Mirai (Instrumental) (未来)             | 4:32 |
| 6. | Magia [quattro] (Instrumental)          | 5:16 |

| 1. | Hikari Furu (générique de l'anime) (ひかりふる) |  |